# Оксисульфіди
Оксисульфіди (рос. оксисульфиды, англ. oxysulphides, нім. Oxidsulfide n pl) – дуже рідкісні мінерали – сполуки металів та металоїдів з сіркою та киснем, наприклад, кремнезит – Sb2S2O. Назва – за хім. складом.